# Devin Harris
Devin Lamar Harris (Milwaukee, Wisconsin, 27 de febrero de 1983) es un exjugador de baloncesto estadounidense que disputó 15 temporadas en la NBA. Mide 1,91 metros y jugaba de base.

## Trayectoria deportiva

### Universidad
Jugó durante tres años con los Badgers de la Universidad de Wisconsin. En su primera temporada se hizo de inmediato con el puesto de titular, llevando a su equipo a conseguir el campeonato de la Big Ten Conference, compartido con Illinios, Indiana y Michigan State, después de que el año anterior quedaran en novena posición. En su segundo año repitieron título de conferencia, logrando clasificarse para los octavos de final de la NCAA, cayendo ante Kentucky.
Ya en su tercer año se colocó entre los mejores universitarios del país, siendo elegido en el segundo quinteto All American. Tras esa temporada, se declaró elegible para el Draft de la NBA.

### Profesional
Fue elegido en la quinta posición de la primera ronda del Draft de la NBA de 2004 por Washington Wizards, equipo que ya tenía un acuerdo previo con Dallas Mavericks para el traspaso de este jugador y de Jerry Stackhouse y Christian Laettner a cambio de Antawn Jamison y una cantidad de dinero. En su primera temporada promedió 5,7 puntos y 2,2 asistencias por partido, además de acabar segundo en la clasificación de robos de balón en 48 minutos. fue nombrado Rookie del mes en noviembre, y participó en el Rookie Challenge, el partido de novatos del All-Star Weekend de la NBA 2005.
Mejoró notablemente su aportación ofensiva en su segunda temporada, pasando a anotar 9,9 puntos por partido, a pesar de perderse más de 25 partidos por lesión. En su tercera temporada se ha afianzado en su juego, aportando 10,2 puntos y 3,7 asistencias, saliendo de titular en la mayoría de los partidos.

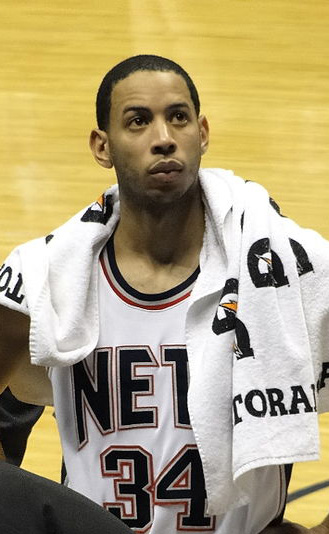
Harris con Nets en 2009

El 19 de febrero de 2008 fue traspasado a New Jersey Nets junto con Trenton Hassell, Maurice Ager, DeSagana Diop, Keith Van Horn y las elecciones de primera ronda de los drafts de 2008 y 2010, a cambio de Jason Kidd, Antoine Wright y Malik Allen. También participó en el All-Star Game de la NBA 2009 en Phoenix
El 23 de febrero de 2011 fue traspasado a Utah Jazz junto con Derrick Favors y dos elecciones de primera ronda del draft de 2011 a cambio de Deron Williams.
El 11 de julio de 2012 fue traspasado a Atlanta Hawks a cambio de Marvin Williams.
En julio de 2013 ficha por los Dallas Mavericks.
Tras 5 años en Dallas, el 8 de febrero de 2018, Harris fue traspasado a Denver Nuggets, en un intercambio entre tres equipos, donde Doug McDermott llegó a Mavericks y Emmanuel Mudiay a los Knicks. Jugó 27 encuentros en Denver.
El 8 de agosto de 2018, Harris firma de nuevo con Dallas Mavericks, siendo su tercera etapa con los Mavs.

## Estadísticas de su carrera en la NBA

### Temporada regular
| Año      | Equipo     | PJ  | PT  | MPP  | %TC  | %3P  | %TL  | RPP | APP | ROB | TPP | PPP  |
| -------- | ---------- | --- | --- | ---- | ---- | ---- | ---- | --- | --- | --- | --- | ---- |
| 2004-05  | Dallas     | 76  | 19  | 15.4 | .429 | .336 | .757 | 1.3 | 2.2 | 1.0 | .2  | 5.7  |
| 2005-06  | Dallas     | 56  | 4   | 22.8 | .469 | .238 | .716 | 2.2 | 3.2 | .9  | .3  | 9.9  |
| 2006-07  | Dallas     | 80  | 61  | 26.0 | .492 | .280 | .824 | 2.5 | 3.7 | 1.2 | .3  | 10.2 |
| 2007-08  | Dallas     | 39  | 39  | 30.4 | .483 | .357 | .821 | 2.3 | 5.3 | 1.4 | .1  | 14.4 |
| 2007-08  | New Jersey | 25  | 22  | 33.5 | .438 | .320 | .829 | 3.3 | 6.5 | 1.4 | .3  | 15.4 |
| 2008-09  | New Jersey | 69  | 69  | 36.1 | .438 | .291 | .820 | 3.3 | 6.9 | 1.6 | .2  | 21.3 |
| 2009-10  | New Jersey | 64  | 61  | 34.7 | .403 | .276 | .798 | 3.2 | 6.6 | 1.2 | .3  | 16.9 |
| 2010-11  | New Jersey | 54  | 54  | 31.9 | .425 | .300 | .840 | 2.4 | 7.6 | 1.1 | .1  | 15.0 |
| 2010-11  | Utah       | 17  | 16  | 31.2 | .413 | .357 | .811 | 2.4 | 5.4 | .8  | .1  | 15.8 |
| 2011-12  | Utah       | 63  | 63  | 27.6 | .445 | .362 | .746 | 1.8 | 5.0 | 1.0 | .2  | 11.3 |
| 2012-13  | Atlanta    | 58  | 34  | 24.5 | .438 | .335 | .727 | 2.0 | 3.4 | 1.1 | .2  | 9.9  |
| 2013-14  | Dallas     | 40  | 0   | 20.5 | .378 | .307 | .800 | 2.1 | 4.5 | .7  | .1  | 7.9  |
| 2014-15  | Dallas     | 76  | 3   | 22.2 | .418 | .357 | .815 | 1.8 | 3.1 | 1.0 | .2  | 8.8  |
| 2015-16  | Dallas     | 64  | 0   | 20.0 | .447 | .329 | .721 | 2.2 | 1.8 | .9  | .2  | 7.6  |
| 2016-17  | Dallas     | 65  | 0   | 16.7 | .399 | .328 | .829 | 2.0 | 2.1 | .7  | .1  | 6.7  |
| 2017-18  | Dallas     | 44  | 1   | 18.3 | .415 | .352 | .830 | 1.9 | 1.9 | .8  | .2  | 8.5  |
| 2017-18  | Denver     | 27  | 0   | 19.7 | .406 | .343 | .845 | 1.6 | 2.5 | .5  | .1  | 8.2  |
| 2018-19  | Dallas     | 68  | 2   | 15.8 | .380 | .310 | .761 | 1.6 | 1.8 | .5  | .2  | 6.3  |
| Total    | Total      | 985 | 448 | 24.3 | .432 | .325 | .796 | 2.2 | 3.9 | 1.0 | .2  | 10.8 |
| All-Star | All-Star   | 1   | 0   | 17.0 | .500 | .000 | .000 | 1.0 | .0  | .0  | .0  | 6.0  |

### Playoffs
| Año   | Equipo  | PJ | PT | MPP  | %TC  | %3P  | %TL  | RPP | APP | ROB | TPP | PPP  |
| ----- | ------- | -- | -- | ---- | ---- | ---- | ---- | --- | --- | --- | --- | ---- |
| 2005  | Dallas  | 9  | 0  | 8.9  | .438 | .333 | .667 | 1.2 | 1.2 | .4  | .1  | 2.4  |
| 2006  | Dallas  | 23 | 15 | 24.3 | .480 | .000 | .703 | 1.7 | 2.2 | .8  | .1  | 9.4  |
| 2007  | Dallas  | 6  | 6  | 27.2 | .492 | .300 | .737 | 2.0 | 5.0 | 1.0 | .2  | 13.2 |
| 2012  | Utah    | 4  | 4  | 30.0 | .396 | .267 | .714 | 1.5 | 3.8 | .8  | .5  | 13.0 |
| 2013  | Atlanta | 6  | 6  | 37.5 | .365 | .200 | .680 | 2.8 | 3.7 | 1.7 | .2  | 11.3 |
| 2014  | Dallas  | 7  | 0  | 25.1 | .470 | .440 | .875 | 2.4 | 3.9 | .3  | .3  | 11.4 |
| 2015  | Dallas  | 4  | 0  | 18.5 | .348 | .000 | .889 | 2.0 | 1.0 | .5  | .0  | 6.0  |
| 2016  | Dallas  | 5  | 0  | 24.2 | .500 | .308 | .500 | 2.8 | 1.6 | .6  | .0  | 7.8  |
| Total | Total   | 64 | 31 | 23.7 | .450 | .257 | .708 | 1.9 | 2.6 | .8  | .2  | 9.1  |

## Vida personal
Ostenta el récord mundial -registrado por Guinness World Records- por haber corrido de un extremo a otro de una cancha de baloncesto mientras hacía rebotar un balón en sólo 3,93 segundos. La hazaña fue realizada durante el All-Star Weekend de la NBA de 2009.